# Estado Mayor Presidencial (México)
El Estado Mayor Presidencial (EMP), era el órgano técnico militar que auxiliaba al Presidente de México en la obtención de información general, planificaba las actividades personales propias del cargo, realizaba las prevenciones para su seguridad y participaba en la ejecución de las actividades procedentes para estos efectos, verificando su cumplimiento como una unidad administrativa de la Presidencia de la República, adscrita directamente al mandatario.
Hasta su disolución el 1 de diciembre de 2018 estaba integrado por alrededor de ocho mil elementos, que incluían miembros de las tres ramas de las fuerzas armadas, de todos los escalafones; personal de la policía federal y de la policía capitalina, y trabajadores civiles en las áreas de intendencia, mantenimiento, cocina, administración, etcétera.

## Historia

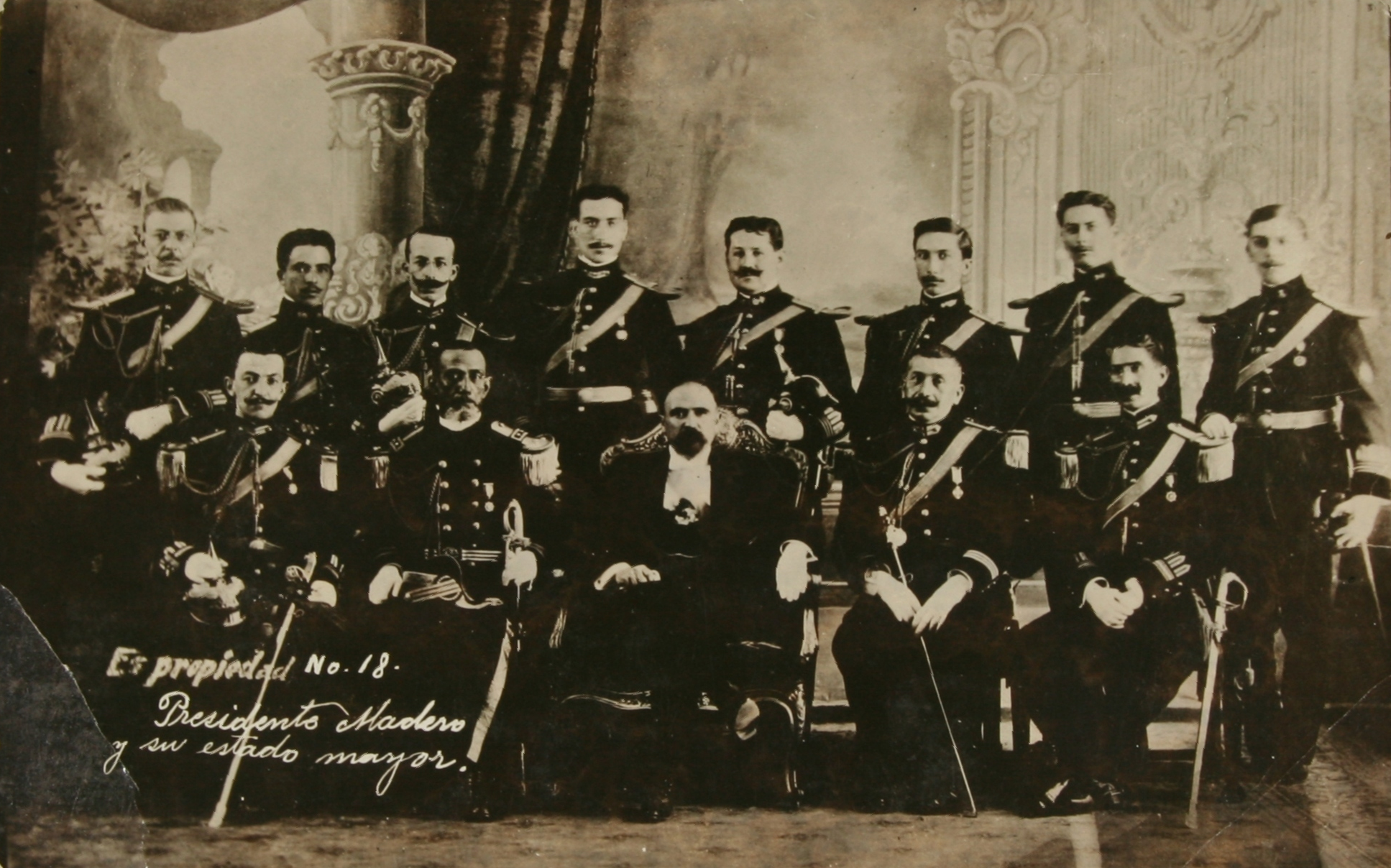
El presidente Francisco I. Madero y su estado mayor, Palacio Nacional, 1911.

La primera referencia sobre la existencia de una corporación militar cercana al jefe de Estado mexicano, con funciones de protección y servicios generales de colaboración al mismo tiempo, se da desde el inicio de la vida independiente de México. El Emperador Agustín de Iturbide contó desde 1823 con un denominado Estado Mayor; aunque esta función fue muy breve dado que dejó el gobierno el 19 de marzo de 1823. Posteriormente, Guadalupe Victoria se apoyó en una Ayudantía General integrada por dos asistentes, los Coroneles de Infantería José M. Mendoza y de caballería José M. Jiménez. Sin embargo no será sino hasta bien entrado el siglo XIX cuando se emite el primer Decreto Presidencial respecto a la constitución de un Órgano Técnico Militar cercano al Presidente.
En 1846, en la época de la intervención de los Estados Unidos, el gobierno interino de Mariano Paredes y Arrillaga firmó dicho Decreto por el cual se crearía un Estado Mayor Facultativo, que estaría bajo las órdenes del Poder Ejecutivo, el cual reglamentaría sus funciones, quedando integrado por un General en jefe, seis ayudantes coroneles y 18 segundos ayudantes capitanes. Es de suponer que, por lo breve del mandato de Paredes, esta disposición no transcendió, pero sin duda sentó un precedente importante en la formalización de esta institución militar.
En la segunda parte del siglo XIX, el ejército desempeñó un papel muy importante en la vida pública mexicana, por lo que figuraron corporaciones militares que estuvieron muy cerca de los principales actores políticos llevando a cabo tareas de protección e incluso consejo. En 1851, por instrucciones del Presidente Mariano Arista, el Estado Mayor quedó integrado por siete elementos.
Posteriormente, cuando Antonio López de Santa Anna regresó por undécima ocasión a la Presidencia de México en 1853, cambió el nombre del Estado Mayor por el de “Estado Mayor de su Alteza Serenísima”, denominación que al caer Santa Anna volvería a ser la de 1851, fundamentada además con la publicación de un Reglamento firmado por el general Ignacio Comonfort en 1857 en su calidad de presidente de la República. Este reglamento especificaba que el Estado Mayor del Presidente de la República estaría integrado por un general de brigada efectivo o graduado y diez jefes u oficiales, no pudiendo excederse de este número. Sin embargo, esta ordenanza militar no pudo ejecutarse debido a la crisis política que desencadenó la guerra de Reforma.
Durante el Imperio de Maximiliano de Habsburgo, el círculo cercano de militares fue llamado “Gabinete Personal de su Alteza”, que entonces se encargaba de elaborar estudios y coordinar las actividades del Emperador. Desapareció al ser derrocado el imperio.
Mientras defendía el gobierno y las instituciones republicanas, Benito Juárez careció de un Estado Mayor formal, pero se sabe que durante su exilio en la guerra de Reforma y la Intervención Francesa, fue acompañado por un reducido grupo de militares que se encargó de su seguridad y lo asistió en sus actividades. Asimismo, Sebastián Lerdo de Tejada únicamente contó con el irrestricto apoyo de una fracción del Ejército.
Teniendo como antecedente la instauración de la Jefatura de las Residencias Presidenciales de 1888, el general Porfirio Díaz instituyó el Estado Mayor del presidente de la República en mayo de 1895. Para 1900, el Reglamento estipuló que un general o coronel ejercería como jefe del Estado Mayor, cuatro jefes serían ayudantes de campo, con cuatro subalternos que ejercerían como oficiales de órdenes. Así, esta corporación estaría integrada exclusivamente por oficiales del Ejército y la Marina. Durante el porfiriato el estado mayor amplió sus facultades, pasando de un cuerpo de seguridad a un grupo de asesoría, logística, inteligencia y protección del entorno del mandatario.
Durante el gobierno de Francisco I. Madero, el Estado Mayor Presidencial funcionó basado en la Ordenanza General del Ejército, la cual fue expedida el 11 de diciembre de 1911. El 26 de junio de 1916 don Venustiano Carranza expidió un decreto para reorganizar a los Estados Mayores del Ejército Constitucionalista, surgiendo así nuevamente la denominación de Estado Mayor Presidencial, que se había modificado durante el gobierno golpista y autoritario de Victoriano Huerta. El 15 de marzo de 1926, durante el mandato del general Plutarco Elías Calles, se decretó la Ley Orgánica del Ejército y Armada Nacionales, la cual establecía en su artículo 33 las bases para la creación de la Ayudantía de la Presidencia, misma que siguió funcionando durante el gobierno de Lázaro Cárdenas.
Siendo Presidente de la República Manuel Ávila Camacho, el 12 de enero de 1942, se reformó la Ley Orgánica del Ejército y Armada Nacionales de 1926, motivo por el cual se transformó la Ayudantía de la Presidencia en el Estado Mayor Presidencial (EMP). El 15 de abril de 1942 para afrontar la situación impuesta por la Segunda Guerra Mundial, se expidió el Reglamento del EMP, en el cual se asignó al organismo la función de auxiliar al Presidente de la República en la preparación y organización militar, económica, legal y moral del país, para la guerra. Al término del conflicto armado, en 1945, el organismo reasumió sus funciones originales de seguridad y apoyo logístico para el presidente de la República.
El 24 de marzo de 1985, el presidente Miguel de la Madrid reformó el reglamento del EMP, publicado en el Diario Oficial de la Federación el 4 de abril de 1986. En esta versión, se establecieron las tareas del organismo para auxiliar al Presidente de la República en la obtención de información general; la planificación de sus actividades personales propias del cargo y las prevenciones para su seguridad, participando en la ejecución de las actividades procedentes, así como en las de los servicios conexos, verificando su cumplimiento. Este reglamento estuvo vigente durante los gobiernos de Carlos Salinas de Gortari y de Ernesto Zedillo Ponce de León.
El 16 de enero de 2004, siendo Vicente Fox Quesada presidente de los Estados Unidos Mexicanos, se expidió el nuevo Reglamento del EMP, el cual se difundió a través del Diario Oficial de la Federación el 23 de enero del mismo año. Este ordenamiento actualiza la estructura, organización y funcionamiento del  como órgano técnico militar y como unidad administrativa de la Presidencia de la República para facilitar el cumplimiento de sus atribuciones. 
El último jefe del Estado Mayor Presidencial, nombrado bajo el gobierno del presidente Peña Nieto, fue el General de Brigada Roberto Francisco Miranda Moreno.

### Desaparición
En 2018, y como parte de sus «100 compromisos por México», Andrés Manuel López Obrador anunciaría que, de ser favorecido con el voto popular, desaparecería tanto al Estado Mayor Presidencial como al Centro de Investigación y Seguridad Nacional. El 30 de noviembre de 2018, un día antes de la toma de protesta de López Obrador como Presidente, la SEDENA comenzaría el proceso de absorción de los más de 6000 efectivos que formaban parte del antiguo órgano militar.
La medida no solo respondía a las plataformas electorales de Obrador, relacionadas con la "austeridad republicana" (tesis que proponía la obtención de recursos públicos extras, para aplicarse en las políticas sociales, mediante la disminución del gasto corriente generado por los llamados "privilegios" de la clase política) y el simbolismo que significaba eliminar los rasgos de ostentación o signos de privilegio para los altos funcionarios (como el "séquito" militar que acompañaba a los mandatarios). 
La decisión encontró fundamento en los señalamientos descritos en la propuesta legislativa para eliminar el EMP, que entre otras cosas subrayaba la participación del cuerpo técnico militar en acciones clandestinas de represión como la Masacre de Tlatelolco; su integración como una "fuerza militar personal del presidente" que vulneraba la jerarquía militar y la cadena de mando; su conformación, así como las acciones llevadas a cabo, eran ajenas al orden constitucional de las tres Fuerzas Armadas y al servicio de inteligencia oficial del estado mexicano, llegando incluso a subordinar todo lo anterior a sus decisiones; la secrecía y opacidad de sus actos, gastos y determinaciones, al rendir cuentas sólo al presidente, y no a los otros mandos militares y el congreso. No obstante, aunque el cuerpo como tal ya no está integrado, pues sus recursos humanos, económicos y materiales están distribuidos en otras áreas, legalmente solo está en receso, ya que su reglamento no ha sido abrogado, así como el artículo de la "Ley Orgánica del Ejército y Fuerza Aérea" que establece su funcionamiento.

## Misión
De acuerdo con lo establecido en su reglamento, el Estado Mayor Presidencial tenía las siguientes misiones generales:

### Protección
- Garantizar la seguridad del Presidente de los Estados Unidos Mexicanos, de su familia, de los mandatarios y funcionarios extranjeros que visiten la República Mexicana, de los expresidentes de la República y de otras personalidades que, por la importancia de su cargo o encomienda, expresamente ordene el titular del Ejecutivo federal.
- Garantizar la seguridad de las instalaciones presidenciales.
- Desarrollar las actividades de inteligencia y contrainteligencia necesarias para el cumplimiento adecuado de sus funciones.

### Apoyo logístico
- Organizar las actividades conexas a la participación del Presidente de los Estados Unidos Mexicanos y su señora esposa en actos oficiales, proporcionando los recursos humanos y materiales que se requieran en apoyo de sus actividades.
- Apoyar al Presidente de los Estados Unidos Mexicanos en el desarrollo de sus actividades.
- Administrar los recursos presupuestales asignados por la Presidencia de la República para el desempeño de las actividades correspondientes.
- Coordinar las actividades de conservación, mantenimiento y restauración de las instalaciones presidenciales a cargo del Estado Mayor Presidencial.

## Organización
De acuerdo al Artículo 5 del Reglamento del Estado Mayor Presidencial, para el cumplimiento de sus misiones generales, el E.M.P. se organizará de la siguiente manera:
1. Jefatura;
2. Secretaría Particular;
3. Subjefatura de Seguridad;
4. Subjefatura de Logística;
5. Subjefatura Administrativa;
6. Contraloría y Ayudantía General;

Pabellón del Cuerpo de Guardias Presidenciales dependientes del Estado Mayor Presidencial, al centro se puede ver el emblema general del cuerpo, una estrella de ocho puntas con el Escudo Nacional al centro, cuando se quiere referir a algún servicio en especial se agrega el símbolo del servicio, infantería de marina, trasporte aéreo, etc.

7. Sección Primera y Detall (Recursos Humanos);
8. Sección Segunda (Inteligencia y Contrainteligencia);
9. Sección Tercera (Organización y Protocolo);
10. Sección Cuarta (Logística);
11. Sección Quinta (Seguridad);
12. Sección Sexta (Eventos de la Esposa del Presidente de la República);
13. Sección Séptima (Protección de Personas);
14. Sección Octava (Protección Personal del Presidente de la República);
15. Sección Novena (Seguridad de Instalaciones);
16. Sección de Transmisiones;
17. Ayudantía del Presidente de la República;
18. Coordinación General de Transportes Aéreos Presidenciales;
19. Coordinación Administrativa;
20. Coordinación de Mantenimiento;
21. Coordinación de Promoción Deportiva;
22. Coordinación de Promoción Social;
23. Unidad de Asuntos Jurídicos;
24. Unidad de Informática;
25. Unidad de Seguridad y Confianza;
26. Centro Hospitalario, y
27. Centro de Adiestramiento y Capacitación.

El Estado Mayor Presidencial contará además, para el desempeño de las atribuciones que le competen, con el Cuerpo de Guardias Presidenciales, el Batallón de Infantería de Marina de Guardias Presidenciales, el Grupo Aéreo de Transportes Presidenciales y demás unidades que se le asignen, las que dependerán operativamente del Estado Mayor Presidencial y, en el aspecto administrativo, de las Secretarías de la Defensa Nacional y de Marina, según corresponda.
El Cuerpo de Guardias Presidenciales, es un organismo que sujeto a las Leyes y Reglamentos Militares, tiene por misión garantizar la seguridad del Presidente de la República, de su residencia y demás instalaciones conexas, así como rendirle los honores correspondientes aislada o conjuntamente con otras Unidades de conformidad con las disposiciones reglamentarias.
El Cuerpo de Guardias Presidenciales estará constituido por mando, órganos de mando y el número de Unidades de las Armas y Servicios que sean necesarios, cuyos efectivos serán fijados por el presidente de la República. Sus Unidades dependerán, en el aspecto administrativo, de la Secretaría de la Defensa Nacional y en cuanto al desempeño de sus servicios, del Presidente de la República, por conducto del Estado Mayor Presidencial.
Cuerpo de Guardias Presidenciales
Esta unidad, creada el 14 de septiembre de 1952, cuenta en su estructura orgánica con un cuartel general, tres batallones de infantería, dos batallones de policía militar, un batallón de transportes, un grupo de morteros, un grupo de caballería, una compañía de ingenieros, una compañía de intendencia, una compañía de sanidad y una sección de transmisiones, además de una batería de honores y una banda de música. 
El personal de sus unidades de infantería y de policía militar colabora de manera estrecha con el Estado Mayor Presidencial, coadyuvando para garantizar la seguridad del Presidente de los Estados Unidos Mexicanos, de su residencia y de otras instalaciones que ocupe transitoriamente.
Los servicios especializados con los que cuenta, son exclusivos para su atención directa, por lo que dispone de un servicio médico para preservar la salud de sus integrantes, una unidad de transportes para movilizar los efectivos que se requieran y un servicio de intendencia dedicado a atender los requerimientos básicos de alimentación. Asimismo, la unidad de ingenieros mantiene en óptimas condiciones los edificios y áreas bajo su responsabilidad.
Otra tarea de relevancia a cargo del Cuerpo de Guardias Presidenciales, es la de participar en ceremonias para rendir honores al titular del Poder Ejecutivo y a otros jefes de Estado y/o de gobierno que de manera oficial visitan el país. Para esto, personal seleccionado de las unidades de infantería, así como de la unidad de caballería montada, la artillería de honores y la banda de música cumplen con esta encomienda.
Por lo que respecta al Grupo de Caballería, cabe destacar que, en la actualidad, es la única unidad montada del Ejército Mexicano.
24.º Batallón de Infantería de Marina de Guardias Presidenciales
Esta unidad fue creada el 1 de junio de 1983. Para el cumplimiento de sus misiones se integra con mando, grupo de comando, tres compañías de fusileros, una compañía de armas de apoyo y una compañía de cuartel general y servicios.
Entre sus funciones destacan la de proporcionar honores a los jefes de Estado y/o de gobierno que visiten el país, a su arribo y salida en el hangar presidencial, y participar en los dispositivos de seguridad coordinados por el Estado Mayor Presidencial.
Esta unidad está adiestrada para participar en los eventos presidenciales, así como en los servicios propios de su especialidad como infantería de marina. Su cuartel se ubica a inmediaciones de las instalaciones de la Coordinación General de Transportes Aéreos Presidenciales en el Aeropuerto Internacional de la Ciudad de México.
Grupo Aéreo de Transportes Presidenciales
El Grupo Aéreo de Transportes Presidenciales es una unidad de la Fuerza Aérea Mexicana, que depende operativamente del Estado Mayor Presidencial, creada el 16 de abril de 1986.
Para el cumplimiento de las operaciones aéreas a cargo del organismo, proporciona a la Coordinación General de Transportes Aéreos Presidenciales, el personal de pilotos aviadores y de los servicios aéreos, que garanticen el transporte aéreo eficaz y seguro del Presidente de los Estados Unidos Mexicanos y del personal del Estado Mayor Presidencial.

### Orden de Batalla
Cuerpo de Guardias Presidenciales
Cuartel General
1.er Batallón de Guardias Presidenciales
2.º Batallón de Guardias Presidenciales
3.er Batallón de Guardias Presidenciales
4.º Batallón de Guardias Presidenciales
5.º Batallón de Guardias Presidenciales
6.º Batallón de Guardias Presidenciales
1.ª Compañía de Intendencia
1.er Batallón de Transportes
24.º Batallón de Infantería de Marina de Guardias Presidenciales
1.er Grupo de Caballería Montado
Escuadrón de Caballería de Honores
Batería Hipómovil
1.ª Compañía de Ingenieros de Combate
Batería de Artillería de Honores
Banda de Música
Grupo Aéreo de Transportes Presidenciales

## Apariencia
El personal militar del Estado Mayor Presidencial generalmente vestía de civil en el desempeño de sus funciones. En otras actividades, usaba los uniformes, insignias, condecoraciones y otras divisas que señalaba la normatividad de las Fuerzas Armadas. 
El Estado Mayor Presidencial contaba con divisas específicas que lo distinguían de las demás unidades y dependencias militares. Estas eran el escudo, el sector y los gafetes del organismo, así como los cordones de cargo y de comisión. De igual manera, las sardinetas y marruecas que usaban en el uniforme el personal de mando y los ayudantes del Presidente de la República tenían características especiales.

## Jefes del Estado Mayor Presidencial
- Juan Francisco Azcárate Pino (1932-1934)
- Pascual Cornejo Bruno (1952-1958)
- José Gómez Huerta (1958-1964)
- Luis Gutiérrez Oropeza (1964-1970)
- Jesús Castañeda Gutiérrez (1970-1976)
- Miguel Ángel Godinez Bravo (1976-1982)
- Carlos Humberto Bermúdez Dávila (1982-1988)
- Arturo Cardona Marino (1988-1994)
- Roberto Miranda Sánchez (1994-2000)
- Jorge Armando Tamayo García (2000-2006)
- Jesús Castillo Cabrera (2006-2012)
- Roberto Francisco Miranda Moreno (2012-2018)